# IPCC 제4차 평가 보고서
IPCC 제4차 평가 보고서는 기후 변화에 관한 정부간 패널(IPCC)에서 2007년에 발간한 기후변화 평가 보고서이다.

## 주요 내용
기후변화에 따른 자연계에서 관측된 기후변화 영향으로는 수권, 생물권, 해양권 등에서 다양하게 나타남
- 빙하호의 확장 및 증가
- 산과 영구동토 지반의 불안정 증가 및 산악 지역의 눈/산사태 증가
- 북극, 남극의 식물군과 동물군의 변화
- 철새 이동, 산란, 개화 등의 초봄의 이른 시작
- 고위도 해양에서 플랑크톤, 해조류, 어류의 극향 이동

## 같이 보기
- 에너지 정책
- 에너지 절약
- 사전예방원칙
- SRREN